# Haverlandt
Haverlandt, auch Haberlandt und Haverland, ist eine mecklenburgische Sagengestalt, die auf Georg Haberland beruht, einem Gutsbesitzer aus Matzdorf. 1839 wurde er von seinen eigenen Leuten ermordet.

## Die historische Person
Nachdem Georg Haberland von seinem Rittergut in Tarnow bei Kleeth wegen grausamer und roher Behandlung seiner Gutsuntertanen des Landes verwiesen worden war, kaufte er sich 1836 das Gut Matzdorf (bei Friedland). Im selben Jahr begannen sich seine Gutsleute über ihn bei der Landesregierung wegen schlechter Behandlung seitens des Gutsherren zu beschweren. Die Regierungsakten verzeichnen mehrere Beschwerden der Matzdorfer Einwohner gegen Haberland. Auch soll er gesagt haben, er wolle seine Gutsleute auf faulem Stroh liegen und von Kartoffelschalen essen lassen.
Mit seinem Inspektor Buscheck geriet Haberland immer wieder in Auseinandersetzungen, was so weit ging, dass er seine Leute anstiftete, den Inspektor, zu ermorden. Der Inspektor, der seinerseits davon erfuhr, beschwerte sich bei seinem Herrn und bekam daraufhin Stockschläge. Der Inspektor gewann schließlich die Gutsleute für sich. Die Misshandlungen Haberlands seinen Leuten gegenüber führten dazu, dass der Inspektor den Gutsherren geschützt von einigen Tagelöhnern verprügelte in dessen Schlafzimmer. Nach und nach nahmen die Gutsleute anschließend Rache an ihrem Herrn, während die Weinvorräte hervorgeholt worden und ein Fest gefeiert wurde. Das ganze Dorf, Jung und Alt, war an Haberlands Ermordung am 21. Juni 1839 beteiligt, sodass keiner am Ende ganz unschuldig war und niemandem die volle Schuld zugeschrieben werden konnte. Sowohl mit Scheren als auch mit Glasscherben wurde er von ihnen gequält und mit Ruten gepeitscht, es wurde geschrien und verhöhnt. Jubel und Geschrei dauerten noch lange nach der Tat an. Haberlands Frau war zu dieser Zeit beim Gutsherrn Neumann, ihrem Schwiegersohn in Lapitz. Die kindergesegnete Ehe Haberlands soll keine glückliche gewesen sein, gerade wegen der Rohheit Haberlands. Er lebte in Matzdorf allein mit zwei Söhnen, seine Frau lebte mit den anderen Kindern getrennt von ihm.
Das Gut musste nach der Mordnacht schließlich von Gendarmen und beinahe zwei Dutzend Mann vom Linienmilitär besetzt werden. Auch weigerten sich die Gutsleute die Leiche ihres Herren zu bestatten. Deshalb mussten für die Beerdigung Leute aus anderen Dörfern angefordert werden. Der Inspektor wurde als Anstifter der ganzen Aktion verhaftet und zum Tode verurteilt. Diese Strafe wurde allerdings abgemildert zu lebenslänglichem Zuchthausaufenthalt. Die Strafen der Hauptbeteiligten gelten als recht gering.

## Die Sagengestalt Haberland
Als ein hartherziger Herr geht Haberland in die mecklenburgisch-pommerischen Sagen ein, der seine Gutsleute sowohl durch boshafte Gesten wie das Umstoßen eines Backtrogs, in dem gerade Brot gebacken werden soll, als auch durch erniedrigende Anweisungen, bspw. mit den Schweinen aus einem Trog zu fressen, und Folter tyrannisierte. Ähnlich wie bei Agatha Christies Mord im Orient Express verabredet sich die Gemeinschaft auf dem Gut zur gemeinsamen Tötung.
Das sich wiederholende Motiv des Scherbentanzes in den Sagen als Haberlands Todesfolter ist allerdings nicht historisch belegt.
Die Haberland-Sage wird als weiteres Vorbild für den 1848 in Torgelow stattfindenden Aufstand vermutet, bei dem am 22. Mai das Schloss in Brand gesteckt wurde. Vermutlich wollten die Aufständischen auch ihren Herren, den Junker von Behr-Negendank, so tanzen lassen wie Haberland – auf Scherben. Auch diesen Schlossherren begleiten bis heute erhaltene mecklenburgische Sagen.

## Haberland in Musik und Literatur
Sowohl in die hochdeutsche als auch in die plattdeutsche Literatur ist Haberland eingegangen. Luise Mühlbach veröffentlichte 1840 mit dem Titel: Naturverirrungen eine Erzählung über den Aufstand in Matzdorf in ihrem Novellenband Zugvögel. Aus demselben Jahr ist ein Lied mit der Überschrift Ausführliche Beschreibung über Haberland – Geiz und Habsucht wie auch die Greuelscenen in Matzdorf vom 21. Juni 1839 im Landeshauptarchiv in Schwerin erhalten. Das Lied fasst die Vorgeschichte sowie alle aus den Sagen bekannten Einzelheiten und Züge des Aufstandes zusammen, jedoch ohne den Scherbentanz.
Bei Fritz Reuter wird vermutet, dass er Haberland und ein paar Protestvorgänge von dessen Gutsarbeitern als Vorbild für Pomuchelskopp aus seiner Ut miene Stormtid und Kein Hüsing verwendet hat.